# Antoni Noé Gimbernat
Antoni Noé Gimbernat (Mataró, 6 de juliol de 1924 - el Masnou, 1 de març de 1992) fou un metge català.
Fill de Pere Noé Ors, treballador tèxtil, i de Mercè Gimbernat Suárez, de Mataró. Va estudiar a la Facultat de Medicina de Barcelona, a l'Hospital Clínic. Es va llicenciar el 1952. Després es va especialitzar en pediatria i puericultura. Durant uns anys va exercir al Centre d'atenció primària Manso de Barcelona. El 1963 va prendre possessió de la plaça de pediatria i puericultura del Masnou, que va ocupar durant onze anys. Des del 1974 fins al moment de la seva mort, va exercir, també al Masnou, de metge de família. El 1992, a petició de nombrosos veïns i totes les entitats del Masnou, se li va fer un homenatge pòstum i se li va lliurar el títol de fill adoptiu de la vila i se li va dedicar el carrer (carrer del Doctor Noé) que hi ha al costat del Centre d'atenció primària del Masnou.